# Logica filosofica
La logica filosofica è una branca della filosofia che si occupa dello studio e dell'analisi dei principi e delle strutture del ragionamento e del pensiero. È responsabile dell'analisi della validità e della coerenza degli argomenti, nonché delle leggi e delle regole che governano il pensiero razionale.
La logica filosofica si basa sull'idea che il pensiero umano è strutturato secondo determinate regole logiche che consentono di ottenere conclusioni valide da determinate premesse. Queste regole logiche vengono utilizzate per valutare la verità o la falsità degli argomenti e per determinare la validità delle inferenze.
La logica filosofica si occupa di analizzare e classificare i vari tipi di argomenti esistenti, nonché di studiare gli errori logici che possono essere presenti nel ragionamento. Inoltre, la logica filosofica ha una stretta relazione con l’epistemologia, poiché si occupa di studiare come possiamo acquisire conoscenze valide e come possiamo giustificare le nostre convinzioni. La logica filosofica viene menzionata in diversi contesti.
La logica filosofica si occupa anche delle estensioni e delle alternative della logica tradizionale, nota come logiche non classiche. Queste logiche sono state presentate in opere come Philosophical Logic: A Contemporary Introduction, A Companion to Philosophical Logic, The Continuum Companion to Philosophical Logic o nello Handbook of Philosophical Logic.